# Szłowieńce
Szłowieńce (biał. Шлавенцы; ros. Шловенцы) – wieś na Białorusi, w obwodzie grodzieńskim, w rejonie werenowskim, w sielsowiecie Zabłoć. W źródłach spotykane są także nazwy Szławieńce oraz Sławinka.
W dwudziestoleciu międzywojennym leżały w Polsce, w województwie nowogródzkim, w powiecie lidzkim, w gminie Zabłoć.